# Lauderhill
Lauderhill är en stad (city) i Broward County, i delstaten Florida, USA. Enligt United States Census Bureau har staden en folkmängd på 68 117 invånare (2011) och en landarea på 22,1 km².